# Trump Vodka
Trump Vodka ist eine Wodkamarke der Trump Organization unter dem Namen des Eigentümers Donald Trump. Die Marke startete 2005, die Produktion wurde mangels Nachfrage 2011 eingestellt. Einen gewissen Erfolg hat die Marke noch in Israel, wo sie vor allem um die Zeit von Pessach abgesetzt wird.

## Geschichte
Drinks Americas schloss 2005 einen Vertrag mit Donald Trump zur Vermarktung der Wodkamarke Trump Vodka. Der Werbespruch lautete Success Distilled (‚Destillierter Erfolg‘), und Trump sagte voraus, dass der Absatz der in den USA führenden Marke Grey Goose Wodka übertroffen würde. Ebenso sollte ein Cocktail mit Tonic unter der Bezeichnung Trump & Tonic der am häufigsten getrunkene Cocktail in den Vereinigten Staaten werden. 2007 unterzeichnete Drinks Americas einen Vertrag zum Export von jährlich 50.000 Kisten nach Russland. Der Verkaufspreis betrug etwa 30 US-Dollar und lag damit über dem der Marken Smirnoff oder Absolut. Die Wodkaproduktion befand sich in den Niederlanden, die Destillerie ist mittlerweile insolvent. Die Glasflasche erinnert an einen Wolkenkratzer, zwei Seiten sind mit Gold bedeckt, zwei Seiten sind transparent und alle vier Seiten haben ein großes T als Logo. Das Spirit Journal schrieb, der Wodka erinnere im Geschmack stark an Frühstücksflocken und Kuchen, und vergab vier von fünf möglichen Sternen.
Die Marke Trump Vodka wurde 2011 mangels Umsatz eingestellt. Als Ursachen wurde zum einen angegeben, dass Trump selbst Antialkoholiker sei, weil er Alkohol als Todesursache seines Bruders Fred verantwortlich machte. Während des Wahlkampfes zur Wahl des amerikanischen Präsidenten wurde Trump Vodka 2015 nicht als Wahlkampfmaterial beim Federal Election Committee eingereicht.

## Rechtsstreitigkeiten
Drinks Americas musste mehrere Prozesse um Trump Vodka führen. Der Flaschenhersteller Bruni Glass klagte wegen unbezahlter Rechnungen und so wurden 500.000 versandbereite Miniflaschen von Trump Vodka eingeschmolzen. Donald Trump verklagte Drinks Americas wegen nicht bezahlter Lizenzgebühren, aber der Fall wurde abgewiesen, weil sich das Gericht für nicht zuständig erklärte.

## Israel
Trump Vodka wurde in Israel inoffiziell von H. Pixel International auf der Grundlage eines Vertrags mit Drinks Americas vertrieben, aber Trump verklagte Drinks Americas wegen Nichtbeachtung der Urheberrechte, weil das Unternehmen keine Rechte für die Nutzung einer Abbildung seines Gesichts in der Werbung hatte. Trump zog die Klage später zurück und unterzeichnete einen Vertrag mit H. Pixel International, um den Verkauf von Trump Vodka in Israel zu ermöglichen. Obwohl die Marke in den USA erfolglos war, hatte sie einen gewissen Erfolg in Israel, weil sie eine mögliche Wahl für orthodoxe Juden an Pessach darstellte. Der Wodka aus deutscher Produktion wurde aus Kartoffeln und nicht aus Getreide destilliert und galt daher als koscher für Pessach. Allerdings wurde 2013 eine Lieferung entdeckt, die nicht zertifiziert war und möglicherweise Gesäuertes enthielt und damit für den Gebrauch an Pessach nicht geeignet war. Die Lieferung wurde aus den Regalen zurückgerufen.